# روب سميث
روب سميث (بالإنجليزية: Rob Smith)‏ (20 أغسطس 1973 ويلمنغتون الولايات المتحدة - ) هو لاعب كرة قدم أمريكي يلعب كلاعب وسط، شارك في الألعاب الأولمبية الصيفية 1996.

## روابط خارجية
- روب سميث على موقع الدوري الأمريكي (الإنجليزية)
- روب سميث على موقع قاعدة بيانات كرة القدم.إي يو (الإنجليزية)
- روب سميث على موقع أوليمبيديا (الإنجليزية)